# André Diniz
André Diniz (Rio de Janeiro, 5 septembre 1975) est un auteur de bande dessinée brésilien. Il a commencé à travailler avec des bandes dessinées en 1994 avec le fanzine Grandes Enigmas da Humanidade, qui a été tiré à 5 000 exemplaires.
Les premiers travaux professionnels de Diniz ont été en 1997 et 1998, quand il a participé à deux projets de Taquara Editorial: Tiririca em Quadrinhos et O Estranho Mundo de Zé do Caixão, respectivement adaptations de bande dessinée pour le clown Tiririca et le personnage de film Zé do Caixão, créé par le cinéaste José Mojica Marins. En 1999, Diniz publie sa première bande dessinée indépendante: Subversivos, sur la lutte armée contre la dictature militaire brésilienne,.
En 2000, Diniz a créé la maison d'édition Nona Arte, initialement destinée à publier ses propres œuvres, mais qui a ensuite commencé à publier des livres d'autres artistes brésiliens indépendants. Les premiers romans graphiques publiés par Nona Arte ont été Fawcett (inspiré de Percy Fawcett, avec dessins de Flavio Colin) et Subversivos - Companheiro Germano (dessins de Laudo Ferreira Jr.). Les deux livres avaient des scénarios de Diniz. En 2001, Fawcett a remporté Troféu HQ Mix et Prêmio Angelo Agostini, respectivement dans les catégories «meilleur roman graphique national» et «meilleure lancement»,,.
Nona Arte a fourni ses bandes dessinées à travers des fichiers PDF gratuitement, même ceux qui ont été vendus imprimés. Entre 2000 et 2005, lorsque l'éditeur a été fermé, il y avait plus de 80 000 téléchargements de diverses bandes dessinées. La maison d'édition a remporté le Troféu HQ Mix, le plus important prix de la bande dessinée brésilienne, dans la catégorie «meilleur website de bande dessinée» de 2002 à 2006 et dans la catégorie «maison d'édition de l'année» en 2003, divisant le prix avec Panini Brasil,,,,,.
Entre 2002 et 2004, Diniz et l'artiste Antonio Eder ont publié le fanzine Informal, qui présentait de courtes bandes dessinées de plusieurs artistes indépendants. En 2003, le fanzine a remporté le Troféu HQ Mix dans la catégorie «meilleur fanzine». Les autres prix remportés par Diniz étaient: Troféu HQ Mix du meilleur scénariste en 2004, 2010 et 2012; Troféu HQ Mix pour le évidence international (qui récompense des artistes brésiliens qui ont fait publier ses travaux internationalement) en 2013, 2014 et 2015; Prêmio Angelo Agostini du meilleur écrivain en 2001; et Trophée Jayme Cortez (qui décerne de grandes contributions à la bande dessinée brésilienne) en 2004,,,,,,,,.
L'une des œuvres les plus marquantes d'André est le roman graphique Morro da Favela, qui raconte l'histoire du photographe brésilien Maurício Hora, né et élevé à Morro da Providência, première favela de Rio de Janeiro. Ce roman graphique a remporté le Troféu HQ Mix 2012 en tant que "meilleure édition spéciale nationale" et a également été publié au Portugal, au Royaume-Uni (comme Picture a Favela) et en France (sous le nom de Photo de la Favela). En 2017 et 2018, André a publié respectivement le roman graphique Olimpo Tropical (avec Laudo Ferreira Jr.) et une adaptation en bande dessinée pour L'Idiot, de Fiodor Dostoïevski, tous deux publiés au Brésil et au Portugal,,,,.